# Trina Robbins
Trina Robbins   (Nova York, 17 d'agost de 1938 - San Francisco, 10 d'abril de 2024) va ser una activista feminista, historiadora, escriptora i dibuixant de còmics estatunidenca.

## Trajectòria
Va néixer a Brooklyn (Nova York) l'any 1938. De ben petita se sentí atreta pels còmics i la ciència-ficció. Les seves primeres il·lustracions aparegueren en fanzins de ciència-ficció com Habakkuk i a mitjans dels 60 a publicacions alternatives com East Village Other. Va crear el personatge de Suzie Slumgodess, una model activista que li servia per a criticar el rol de la dona als anys seixanta. En un principi, va acabar dedicant-se al disseny i obrí la seva pròpia boutique al East Village. L'any 1969 dissenyà el vestit de Vampirella. La sexualització que se'n va fer del personatge, la faria lamentar d'aquesta col·laboració.

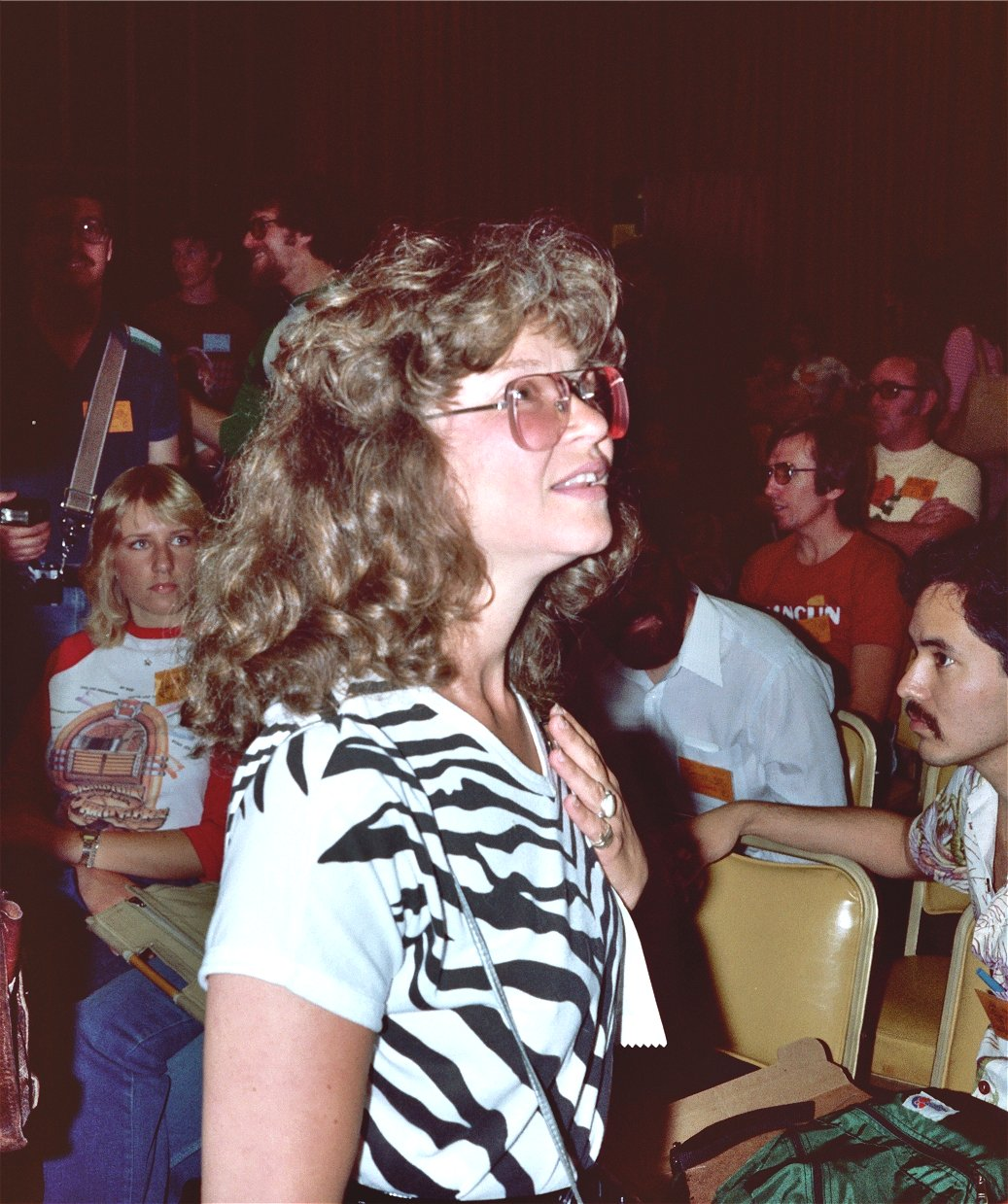
Trina Robbins a la Comic Con de San Diego l'any 1982

Als anys 1970 es va mudar a San Francisco on entrà en contacte amb l'escena del còmic underground. Va fundar la publicació alternativa It Aint Me, Babe, i l'any 1970, junt amb Barbara 'Willy' Mendes, publicaria la primera antologia de còmics realitzada per dones que portaria el mateix nom. Hi col·laborarien Nancy Kalish, Lisa Lyons, Meredith Kurtzman i Michele Brand. La publicació fou un referent per a la conscienciació de les autores i va ser la llavor d'altres col·leccions. Entre el 1972 i el 1992 treballaria a la publicació que ella mateixa va fundar, Wimmen's Comix fet íntegrament per dones i que servia com a plataforma per a promoure i donar a conèixer noves artistes. Hi van col·laborar artistes fonamentals del còmic independent dels anys 70 i 80 com Michelle Brand, Aline Kominsky-Crumb, Diane Noomin, Joyce Farmer, Melinda Gebbie, Roberta Gregory o Phoebe Gloeckner, entre d'altres. Kominsky-Crumb i Noomin van deixar la publicació al quart número i fundaren Twisted Sisters. A Wimmen's Comix es publicaria la primera història de còmic protagonitzada per una lesbiana. La història es deia Sandy Comes Out i va sortir a la primera entrega. A la dècada dels vuitanta va abandonar el còmic alternatiu per dedicar-se al comercial. L'any 1986 va dibuixar una minisèrie de Wonder Woman per a DC Comics, convertint-se en la primera dona a dibuixar el personatge. La sèrie s'anomenà The Legend of Wonder Woman, constava de quatre números amb guió de Kurk Busiek, i retria homenatge als còmics dels anys quaranta. També va escriure i dibuixar el personatge de Misty per Star Comics i Eclipse Comics, i les sèries per a adolescents GoGirl! i Hony West.
A partir dels anys 90 es dedicà a la investigació acadèmica sobre autores de còmic. Va escriure Women and the Comics, amb Catherine Yronwode i altres obres que es consideren fonamentals: A Century of Women Cartoonist, The Great Women Superheroes, Babes in arms: Women in comics During the Second Word War, From Girls to Grrrlz: A History of Women's Comics from Teens to Zines i Pretty in Ink. També va escriure monografies sobre sèries creades per autores com Dauntless Dames.
L'any 1994 fou una de les creadores del Friends of Lulu, una organització que vol apropar els còmics a les nenes i a ajudar que esdevinguin autores.
L'any 2013 el món del còmic reconeix la seva trajectòria en incloure-la al Will Eisner Hall of Fame.
L'any 2017 l'editorial Fantagraphics publicà les seves memòries, Last Girl Standing.
L'any 2023, un any abans de la seva mort, coordinà l'antologia de còmics Won't Back Down!, en favor del dret a la interrupció de l'embaràs Pro Choice. Va ser un dels testimonis que apareix al documental de l'any 2014 She's Beautiful When She's Angry. Durant la seva activitat, va recopilar una important col·lecció d'originals d'autores que va posar sempre a disposició de museus i galeries perquè el rol de les dones artistes no es veiés menysvalorat a les exposicions. Ha estat d'una gran influència per a una nova generació d'estudioses del còmic que volen visibilitzar i fer valdre el paper de les dones al món del còmic.

## Premis
- 1977: Premi Inkpot, per a la seva contribució al còmic
- 1989: Premi especial a la Comic-Con de San Diego per Strip AIDS U.S.A. amb Bill Sienkiewicz i Robert Triptow)
- 1997: Premi Lulu per The Great Women Superheroes
- 2000: Premi Lulu per From Girls to Grrrlz
- 2001: Premi Lulu per Go Girl! (amb Anne Timmons)
- 2002: Premi Haxtur especial « John Buscema »
- 2013: Inscripció al Will Eisner Hall of Fame
- 2017:
  - Premi Eisner per The Complete Wimmen's Comix (amb Gary Groth i Michael Catron),
  - Inscripció al Hall of Legends Wizard World.
- 2021: Premi Eisner per The Flapper Queens: Women Cartoonists of the Jazz Age